# Dallas (televíziós sorozat, 2012)
A Dallas amerikai televíziós filmsorozat, amely 2012-ben indult, és az 1978-ban indult Dallas című tévéfilmsorozat folytatása. Amerikában a TNT-n 2012. június 13-án volt az első évad premierje és 2012. augusztus 8-án ért véget, de bejelentették a második évadot, ami 2013 januárjában indult. Magyarországon 2012. augusztus 29-én volt a premierje, a premier előtti heteken a csatorna levetítette a két Dallas között készült Dallas: Jockey visszatér és a Dallas: A Ewingok háborúja című két filmet. A sorozat sikerére való tekintettel elkezdték a második évadot, aminek a forgatásának elindulása után nem sokkal meghalt a sorozat ikonja, a Jockey-t alakító Larry Hagman. 2014. október 3-án a TNT csatorna bejelentette, hogy nem folytatják a Dallast. Az ok a nézettség folyamatos csökkenése volt, aminek hátterében Hagman halála állt.

## Cselekmény
A sorozat Jockey fiáról és Bobby fiáról szól, akik szintén rivalizálnak egymással. Ugyanis míg Jockey fia, akit apja mindenben támogat, még Southforkot is feltúrná olajért, addig Bobby fia, Christopher az alternatív energiával kísérletezik.

## Főszereplők
| Szereplő                                                                                 | Színész          | Szereplés            | Magyar hang    |
| ---------------------------------------------------------------------------------------- | ---------------- | -------------------- | -------------- |
| John Ross III."Johnny" Ewing Jockey és Samantha fia                                      | Josh Henderson   | 40 epizód, 2012–2014 | Szabó Máté     |
| Christopher Ewing Pamela és Bobby adoptált fia                                           | Jesse Metcalfe   | 40 epizód, 2012–2014 | Varga Gábor    |
| John Ross II. (J.R.) "Jockey" Ewing Jock és Ellie legidősebb fia, John Ross édesapja     | Larry Hagman     | 17 epizód, 2012–2013 | Reviczky Gábor |
| Robert James "Bobby" Ewing Jock és Ellie legfiatalabb fia, Christopher adoptált édesapja | Patrick Duffy    | 40 epizód, 2012–2014 | Csankó Zoltán  |
| Sue Ellen "Samantha" Shephard Ewing Jockey első felesége, John Ross édesanyja            | Linda Gray       | 40 epizód, 2012–2014 | Pápai Erika    |
| Ann "Annie" Smith Ryland Ewing Bobby harmadik felesége                                   | Brenda Strong    | 40 epizód, 2012–2014 | Vándor Éva     |
| Elena Ramos Christopher első nagy szerelme                                               | Jordana Brewster | 40 epizód, 2012–2014 | Huszárik Kata  |
| Pamela Rebecca Barnes Ewing Cliff és Afton lánya, John Ross felesége                     | Julie Gonzalo    | 40 epizód, 2012–2014 | Solecki Janka  |
| Clifford "Cliff" Barnes Willard 'Tintás' Barnes fia, Pamela Rebecca édesapja             | Ken Kercheval    | 16 epizód, 2012–2014 | Végh Péter     |
| Raymond "Ray" Krebbs Jock törvénytelen fia                                               | Steve Kanaly     | 4 epizód, 2012–2014  | Melis Gábor    |
| Lucy Ann Ewing Cooper Gary lánya, Jock és Ellie unokája                                  | Charlene Tilton  | 6 epizód, 2012–2014  | Balogh Erika   |

## Fontosabb mellékszereplők
| Szereplő                                                                        | Színész            | Szereplés            | Magyar hang      |
| ------------------------------------------------------------------------------- | ------------------ | -------------------- | ---------------- |
| Harris Ryland Dallasi üzletember, Ann volt férje                                | Mitch Pileggi      | 35 epizód, 2012–2014 | Konrád Antal     |
| Emma Brown Ann és Harris Ryland lánya                                           | Emma Bell          | 30 epizód, 2013–2014 | Pekár Adrienn    |
| Judith Brown Ryland Harris Ryland anyja                                         | Judith Light       | 18 epizód, 2013–2014 | Andresz Kati     |
| Carmen Ramos Házvezetőnő Southforkon, Elena anyja                               | Marlene Forte      | 19 epizód, 2012–2014 | Málnay Zsuzsa    |
| Andres "Drew" Ramos Elena bátyja                                                | Kuno Becker        | 18 epizód, 2013-2014 | Csőre Gábor      |
| Lou Rosen Bobby Ewing új ügyvédje, Mitch Lobell távozása után                   | Glenn Morshower    | 10 epizód, 2012–2013 | Barbinek Péter   |
| Steve "Bum" Jones Jockey magánnyomozója                                         | Kevin Page         | 27 epizód, 2012-2014 | Berzsenyi Zoltán |
| Nicolás Treviño Elena ismerőse, Cliff Barnes szövetségese                       | Juan Pablo Di Pace | 15 epizód, 2014      | Dányi Krisztián  |
| Heather Farmerlány Southfork-ban, Christopher jelenlegi szerelme                | AnnaLynne McCord   | 9 epizód, 2014       | ?                |
| Afton Cooper Pamela Rebecca édesanyja, Cliff egykori kedvese                    | Audrey Landers     | 2 epizód, 2013–2014  | Kiss Erika (?)   |
| Garrison Arthur 'Gary' Ewing Lucy édesapja, Ellie és Jock harmadik, középső fia | Ted Shackelford    | 3 epizód, 2013       | Fazekas István   |

## Nevezetes mellékszereplők
| Szereplő                                                    | Színész         | Szereplés           | Magyar hang       |
| ----------------------------------------------------------- | --------------- | ------------------- | ----------------- |
| Veronica Martinez Egy szélhámos, álneve Marta Del Sol volt. | Leonor Varela   | 8 epizód, 2012      | Závodszky Noémi   |
| Tommy Sutter Rebecca "testvére", valójában a volt szerelme  | Callard Harris  | 9 epizód, 2012      | Előd Botond       |
| Mitch Lobell szélhámos ügyvéd                               | Richard Dillard | 4 epizód, 2012      | Áron László       |
| Vicente Cano Venezuelai üzletember, maffiózó                | Carlos Bernard  | 7 epizód, 2012–2013 | (?)               |
| Frank Ashkani Cliff Barnes jobb keze                        | Faran Tahir     | 8 epizód, 2012–2013 | (?)               |
| Mandy Winger Jockey egyik volt szeretője                    | Deborah Shelton | 1 epizód, 2013      | Radó Denise       |
| Cally Harper Ewing Jockey második felesége                  | Cathy Podewell  | 1 epizód, 2013      | Rudolf Teréz      |
| Valene Clements Ewing Gary felesége, Lucy édesanyja         | Joan Van Ark    | 1 epizód, 2013      | Kovács Zsuzsa (?) |

## Premierek más országokban
| Ország                  | Csatorna                          | Premier                       |
| ----------------------- | --------------------------------- | ----------------------------- |
| Argentína               | Warner Channel                    | 2012. június 18.              |
| Brazília                | Warner Channel                    | 2012. június 18.              |
| Chile                   | Warner Channel                    | 2012. június 18.              |
| Kolumbia                | Warner Channel                    | 2012. június 18.              |
| Ecuador                 | Warner Channel                    | 2012. június 18.              |
| Mexikó                  | Warner Channel                    | 2012. június 18.              |
| Peru                    | Warner Channel                    | 2012. június 18.              |
| Venezuela               | Warner Channel                    | 2012. június 18.              |
| Ausztrália              | Nine Network                      | 2012. augusztus 22.           |
| Ausztria                | ORF                               | 2013. TBA                     |
| Belgium                 | RTBF (franciául) Vijf (hollandul) | 2012. szeptember 2013. január |
| Kanada                  | Bravo                             | 2012. június 13.              |
| Csehország              | Nova                              | 2013. TBA                     |
| Dánia                   | Kanal 4                           | 2012. augusztus 7.            |
| Finnország              | MTV3                              | 2012. szeptember              |
| Franciaország           | TF1                               | 2012. szeptember              |
| Németország             | RTL                               | 2013. január 29.              |
| Spanyolország           | TNT                               | 2012. június 18.              |
| USA                     | TNT                               | 2012- június 13.              |
| Izland                  | Stöð 2                            | 2012. június 15.              |
| Írország                | TV3                               | 2012. szeptember              |
| Olaszország             | Canale 5                          | 2012. szeptember 4.           |
| Hollandia               | NET 5                             | 2012. szeptember 4.           |
| Izrael                  | Yes Drama                         | 2012. augusztus 5.            |
| Norvégia                | TV 2                              | 2012. július 2.               |
| Oroszország             | CTC                               | 2013. TBA                     |
| Szlovákia               | Markíza                           | 2013. január 2.               |
| Dél-afrikai Köztársaság | M-Net                             | 2012. augusztus 28.           |
| Svédország              | TV4                               | 2012. augusztus 20.           |
| Egyesült Királyság      | Channel 5                         | 2012. szeptember              |
| Törökország             | Star TV                           | 2012. TBA                     |